# Gepard indický
Gepard indický (Acinonyx jubatus venaticus) je poddruh geparda štíhlého (Acinonyx jubatus) patřící do čeledi kočkovití (Felidae) a podčeledi malé kočky (Felinae). Poddruh popsal Edward Griffith v roce 1821. Žije pouze v Íránu (stav k roku 2018). Jedná se o kriticky ohroženou šelmu, jejíž populace čítá jen několik desítek jedinců.

## Výskyt

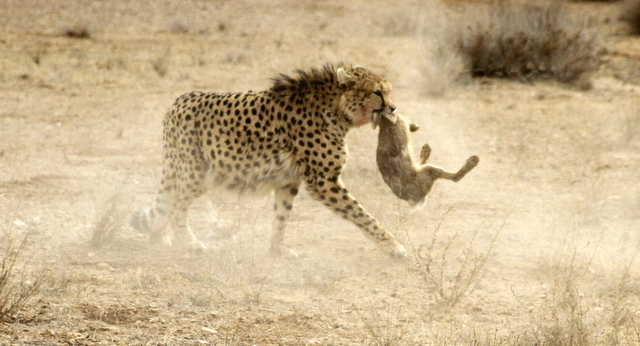
Gepard indický s uloveným zajícem

Tato kočkovitá šelma se dříve vyskytovala v pásu suchých oblastí Asie od Předního východu a Arabského poloostrova až po Indii. V současnosti (2018) žije s jistotou jen v Íránu a to v počtu maximálně okolo 50 jedinců.

## Popis
Gepard indický je štíhlejší, menší a o něco kratší, než jeho africký příbuzný. Na délku měří 112 až 135 cm (plus cca 65 až 85 cm měří ocas) a váží 34 až 54 kg. Samci jsou o něco větší než samice.

## Život
Živí se masem, které získávají aktivním lovem. Na kořist utočí na vzdálenost několika desítek metrů prudkým zrychlením po předchozím opatrném přiblížení. Gepardi jsou velice rychlí a dovedou vyvinout rychlost až okolo 100 km/h, nicméně nejsou schopni příliš dlouhého pronásledování (maximálně několik set metrů). Po lovu jsou obvykle velmi vyčerpaní resp. přehřátí a musejí si odpočinout, aby se ochladili, jinak mohou i uhynout. Jejich oblíbenou kořistí jsou různé menší antilopy a gazely např. činkara (gazela indická), džejran, dále pak muflon, koza bezoárová a zajíc africký (Lepus capensis). V nouzi loví i hlodavce.

## Ohrožení
Na počátku 20. století začal být gepard v Indii a na Blízkém východě vzácný. Ve 40. letech 20. století nastal vinou člověka masivní úbytek populace. Postupně šelma vymizela ze všech zemí kromě Íránu. V Indii a Kuvajtu se tak stalo ve 40. letech, v Saúdské Arábii, Afghánistánu, Pákistánu a sovětských středoasijských republikách nejspíše v 70. letech či nejpozději začátkem 80. letech. V Íránu se mu v 50. letech dostalo oficiální ochrany. Ještě v 70. letech 20. století se populace tohoto poddruhu držela v místních rezervacích na poměrně stabilní výši přibližně 400 jedinců. Pak došlo k revoluci a Oddělení životního prostředí ztratilo kontrolu nad chráněnými oblastmi, kam začali jezdit místní lidé ozbrojení střelnými zbraněmi a masakrovali divoce žijící zvířata. Populace gepardů se rychle snižovala a udržela se jen na špatně přístupných místech. Poslední průzkumy provedené v desátých letech 21. století konstatovaly přítomnost asi 40 až 50 posledních jedinců. V důsledku tak malého počtu jim hrozí extrémně vysoké riziko vyhynutí a IUCN proto geparda indického zařadilo mezi kriticky ohrožené taxony.
Společně s tímto poddruhem žil v Asii ještě gepard středoasijský, ale ten již s největší pravděpodobností vyhynul. Většina odborníků však tento poddruh nevyděluje a všechny asijské gepardy řadí do jedné subspecie.

## Synonyma
- Acinonyx jubatus raddei, Hilzheimer, 1913
- Acinonyx jubatus venator Brookes, 1828
- Gepard středoasijský [7]